# Camptoprosopella
Camptoprosopella es un género de dípteros de la familia Lauxaniidae. Fue descrito por Friedrich Georg Hendel en 1907.

## Especies
- Camptoprosopella acuticornis Shewell, 1939
- Camptoprosopella angulata Shewell, 1939
- Camptoprosopella antennalis (Fitch, 1856)
- Camptoprosopella atra Malloch, 1926
- Camptoprosopella borealis Shewell, 1939
- Camptoprosopella cincta (Loew, 1861)
- Camptoprosopella confusa Shewell, 1939
- Camptoprosopella cruda Shewell, 1939
- Camptoprosopella cubana Shewell, 1939
- Camptoprosopella decolor Shewell, 1939
- Camptoprosopella diversa Curran, 1926
- Camptoprosopella dolorosa (Williston, 1903)[6]
- Camptoprosopella equatorialis Shewell, 1939
- Camptoprosopella flavipalpis Malloch, 1926
- Camptoprosopella gracilis Shewell, 1939
- Camptoprosopella hera Shewell, 1939
- Camptoprosopella imitatrix Shewell, 1939
- Camptoprosopella latipunctata Malloch, 1926
- Camptoprosopella longisetosa Shewell, 1939
- Camptoprosopella maculipennis Malloch, 1923
- Camptoprosopella mallochi Shewell, 1939
- Camptoprosopella media Shewell, 1939
- Camptoprosopella nigra Malloch, 1933
- Camptoprosopella ocellaris (Townsend, 1892)
- Camptoprosopella pallidicornis Shewell, 1939
- Camptoprosopella plumata (Wulp, 1867)
- Camptoprosopella resinosa (Wiedemann, 1830)
- Camptoprosopella setipalpis Shewell, 1939
- Camptoprosopella slossonae Shewell, 1939
- Camptoprosopella texana Shewell, 1939
- Camptoprosopella varia Shewell, 1939
- Camptoprosopella verticalis (Loew, 1861)
- Camptoprosopella vulgaris (Fitch, 1856)
- Camptoprosopella xanthoptera Hendel, 1907